# Melangyna vespertina
Melangyna vespertina is een vliegensoort uit de familie van de zweefvliegen (Syrphidae). De wetenschappelijke naam van de soort is voor het eerst geldig gepubliceerd in 1980 door Vockeroth.